# Rowlandius decui
Rowlandius decui är en spindeldjursart som först beskrevs av Dumitresco 1977.  Rowlandius decui ingår i släktet Rowlandius och familjen Hubbardiidae. Inga underarter finns listade i Catalogue of Life.